# サラ・ミシェル・ゲラー
サラ・ミシェル・ゲラー（Sarah Michelle Gellar、1977年4月14日 - ）はアメリカ合衆国の女優。本名はサラ・ミシェル・プリンゼ（Sarah Michelle Prinze）。

## 来歴

### 生い立ち
1977年4月14日アメリカ合衆国ニューヨーク州ニューヨークで生まれる。両親は共にユダヤ系で、父親のアーサー・ゲラーは衣服関係の会社員、母親のロゼリン（旧姓グリーンフィールド）は保育園の教諭。1984年に両親は離婚。父親とは疎遠であり、2001年に死去したときもノーコメントを貫き通した。

### キャリア
1981年、5歳の時にバーガーキングのコマーシャルに出演。それ以降、多くのコマーシャルや舞台に立つ。
1992年からティーン向けテレビドラマ Swans Crossing に出演。1995年にソープオペラ『オール・マイ・チルドレン』でデイタイム・エミー賞若手女優賞を受賞。その一方でＮＹ舞台芸術学院を飛び級して1年早く卒業。1997年放送開始のテレビシリーズ『バフィー 〜恋する十字架〜』でバンパイア・スレイヤー(主人公バフィー・アン・サマーズ)を演じて一躍有名になった。また、同番組でサターン賞、ティーン・チョイス・アワード、キッズ・チョイス・アワードなど各賞を受賞。その他、ゴールデングローブ賞の主演女優賞にノミネートされた。
1997年、2本のホラー映画に出演し『スクリーム2』とジェニファー・ラブ・ヒューイットと共演の『ラストサマー』がある。
1998年SFアクション映画『スモール・ソルジャーズ』で声の出演(グウェンディ人形)を務める。1999年恋愛ゲームを描いたドラマ映画『クルーエル・インテンションズ』で主演する。
2002年ジャック・ブラックと共同で司会を務めたMTVムービー・アワードは全米で約700万人が視聴している。
同年アニメーション番組の実写映画『スクービー・ドゥー』にダフネ役で出演、2004年に第2作目のスクービー・ドゥー2 モンスターパニックが公開された。
2004年、日本が舞台のホラー映画『THE JUON/呪怨』で恐怖体験するカレンを演じた。2006年に続編の『呪怨 パンデミック』に出演。
2009年サスペンス映画『シャッフル2 エクスチェンジ』で主演し人格が入れ替わった夫に翻弄される役を演じる。
2011年-2012年シーズンに放送されたテレビドラマ『リンガー 〜2つの顔〜』（The CW系列）に、双子姉妹の役で主演をした。
2013年-2014シーズンに放送されたコメディドラマ『クレイジーワン ぶっ飛び広告代理店』でピープルズ・チョイス・アワードを受賞した。第一話は、1,552万人の視聴者数であった。
2015年3月、ディズニープリンセスシンデレラに扮して相手ベルとラップ・バトルを繰り広げるビデオに出演した。

### 私生活
2002年、『ラストサマー』や『スクービー・ドゥー』で共演したフレディ・プリンゼ・Jrと結婚。2009年9月19日に長女（シャーロット・グレース・プリンゼ）を出産。2012年9月には男児を出産した。テコンドー経験者であり、茶帯を持っている。
2014年9月に『バフィー 〜恋する十字架〜』の共演者で友人のミシェル・トラクテンバーグとセス・グリーンと共に再会祝している。

## 主な出演作品

### 映画
| 年     | 邦題 原題                                                               | 役名                                                   | 備考                         |
| ------ | ----------------------------------------------------------------------- | ------------------------------------------------------ | ---------------------------- |
| 1984年 | 黄昏のブルックリン・ブリッジ Over the Brooklyn Bridge                   | フィルの娘 Phil's daughter                             | クレジットなし               |
| 1988年 | ファニー・ファーム～勝手にユートピア～ Funny Farm                       | エリザベスの学生 Elizabeth's student                   | クレジットなし               |
| 1989年 | 38口径の賭け High Stakes                                                | カレン・ローズ Karen Rose                              | サラ・ゲラーとしてクレジット |
| 1997年 | ラストサマー I Know What You Did Last Summer                            | ヘレン・シバース Helen Shivers                         |                              |
| 1997年 | スクリーム2 Scream 2                                                    | シーシー（本名ケーシー）・クーパー Casey "Cici" Cooper |                              |
| 1998年 | スモール・ソルジャーズ Small Soldiers                                   | グウェンディ人形 Gwendy Doll                           | 声の出演                     |
| 1999年 | シーズ・オール・ザット She's All That                                   | カフェテリアの女の子 Girl in cafetería                 | カメオ出演                   |
| 1999年 | バニラ・フォグ Simply Irresistible                                      | アマンダ・シェルトン Amanda Shelton                    |                              |
| 1999年 | クルーエル・インテンションズ Cruel Intentions                           | キャスリン Kathryn Merteuil                            |                              |
| 2001年 | サラ・ミシェル・ゲラーのハーバードアクシデント Harvard Man              | シンディ・バンドリーニ Cindy Bandolini                 |                              |
| 2002年 | スクービー・ドゥー Scooby-Doo                                           | ダフネ・ブレイク Daphne Blake                          |                              |
| 2004年 | スクービー・ドゥー2 モンスターパニック Scooby-Doo 2: Monsters Unleashed | ダフネ・ブレイク Daphne Blake                          |                              |
| 2004年 | THE JUON 呪怨 The Grudge                                                | カレン・デイヴィス Karen Davis                         |                              |
| 2006年 | 呪怨 パンデミック The Grudge 2                                          | カレン・デイヴィス Karen Davis                         |                              |
| 2006年 | Return                                                                  | ジョアンナ・ミルズ Joanna Mills                        |                              |
| 2007年 | Happily N'Ever After                                                    | エラ Ella                                              | 声の出演                     |
| 2007年 | ミュータント・タートルズ -TMNT- TMNT                                    | エイプリル・オニール April O'Neil                      | 声の出演                     |
| 2007年 | サウスランド・テイルズ Southland Tales                                  | クリスタ・ナウ Krysta Now                              |                              |
| 2008年 | 恋の終わりの始め方 Suburban Girl                                        | ブレット・アイゼンバーグ Brett Eisenberg               | ビデオ                       |
| 2008年 | 狼たちの報酬 The Air I Breathe                                          | ソロウ Sorrow                                          |                              |
| 2009年 | シャッフル2 エクスチェンジ Possession                                   | ジェス Jess                                            | ビデオ                       |
| 2009年 | ベロニカは死ぬことにした Veronika Decides to Die                        | ベロニカ Veronika                                      |                              |
| 2013年 | マックス・ヒーローズ Freedom Force                                      | ニコール Nicole                                        | 声の出演                     |

### テレビ番組
| 年                      | 邦題 原題                                          | 役名                                                                   | 備考 |
| ----------------------- | -------------------------------------------------- | ---------------------------------------------------------------------- | --- |
| 1983年                  | An Invasion of Privacy                             | ジェニファー・ビアンキ Jennifer Bianchi                                | テレビ映画 |
| 1988年                  | 私立探偵スペンサー Spenser: For Hire               | エミリー Emily                                                         | 第3シーズン第17話 "Company Man" |
| 1988年                  | Crossbow                                           | サラ・ガイドッティ Sara Guidotti                                       | 第2シーズン第13話 "Actors" |
| 1991年                  | A Woman Named Jackie                               | 10代のジャクリーン・ブヴィエ Teenage Jacqueline Bouvier                | テレビ・ミニ・シリーズ |
| 1992年                  | Swans Crossing                                     | シドニー・オリオン・ラトリッジ Sydney Orion Rutledge                   | メインキャスト、65エピソード |
| 1993年 - 1995年、2011年 | オール・マイ・チルドレン All My Children           | ケンダル・ハート / 患者 Kendall Hart / Unnamed Patient                 | |
| 1997年 - 2003年         | バフィー 〜恋する十字架〜 Buffy the Vampire Slayer | バフィー・アン・サマーズ Buffy Summers                                 | メインキャスト、144エピソード |
| 1997年                  | Beverly Hills Family Robinson                      | ジェーン・ロビンソン Jane Robinson                                     | テレビ映画 |
| 1998年、1999年、2002年  | サタデー・ナイト・ライブ Saturday Night Live       | 司会                                                                   | 司会、第23シーズン第11話 「サラ・ミシェル・ゲラー / ポーティスヘッド」 第24シーズン第19話 「サラ・ミシェル・ゲラー / バックストリート・ボーイズ」 第28シーズン第2話 「サラ・ミシェル・ゲラー / フェイス・ヒル」 |
| 1998年                  | キング・オブ・ザ・ヒル King of the Hill            | メアリー Marie                                                         | 声の出演、第3シーズン第2話 "And They Call It Bobby Love" |
| 1999年 - 2000年         | エンジェル Angel                                   | バフィー・アン・サマーズ                                               | (クレジットなし、第1シーズン第7話) 「バチェラー・パーティー」 "Bachelor Party" 第1シーズン第8話 「きっと忘れない」 "I Will Remember You" 第1シーズン第19話 「禁猟区」 "Sanctuary"                               |
| 2000年                  | セックス・アンド・ザ・シティ Sex and the City      | デビー Debbie                                                          | 第3シーズン第13話 「過去からのエスケープ」 "Escape from New York" |
| 2001年                  | God                                                | That Actress on That Show                                              | 声の出演、第1シーズン第10話 "There's Too Much Sex on TV" |
| 2001年                  | Grosse Pointe                                      | 本人                                                                   | 第1シーズン第16話 "Passion Fish" |
| 2004年、2012年          | ザ・シンプソンズ The Simpsons                      | ジーナ・ヴェンドッティ Gina Vendetti                                   | 声の出演、第15シーズン第16話 「塀の中のバート」 "The Wandering Juvie" 第24シーズン第1話 「バートの恋愛事情」 "Moonshine River"                                                                                  |
| 2005年 - 2014年         | ロボット・チキン Robot Chicken                     | さまざまな声 Various voices                                            | 13エピソード |
| 2011年 - 2012年         | アメリカン・ダッド American Dad                    | フィリス、ジェニー Phyllis, Jenny                                      | 声の出演、第7シーズン第5話 "Virtual In-Stanity" 第8シーズン第6話 "Adventures in Hayleysitting" |
| 2011年 - 2012年         | リンガー 〜2つの顔〜 Ringer                        | ブリジット・ケリー / シボーン・マーティン Bridget Kelly/Siobhan Martin | メインキャスト、製作総指揮 |
| 2013年 - 2014年         | クレイジーワン ぶっ飛び広告代理店 The Crazy Ones   | シドニー・ロバーツ Sydney Roberts                                      | メインキャスト、22エピソード |
| 2015年 - 2016年         | スター・ウォーズ 反乱者たち Star Wars Rebels       | シスター・セブン（女性尋問官） Seventh Sister, Inquisitor              | 声の出演 |

### その他の出演
| 年     | 邦題 原題           | 役名       | 備考                                      |
| ------ | ------------------- | ---------- | ----------------------------------------- |
| 2015年 | Princess Rap Battle | シンデレラ | メインキャラクター "Cinderella vs. Belle" |

### コンピュータゲーム
| 年     | 邦題 原題                                                     | 役名 | 備考                      |
| ------ | ------------------------------------------------------------- | ---- | ------------------------- |
| 2010年 | コール オブ デューティ ブラックオプス Call of Duty: Black Ops | 本人 | 声の出演 Call of the Dead |

## 受賞歴
| 年     | ノミネート対象                                                       | カテゴリ                                                          | ノミネート対象                    | 結果       |
| ------ | -------------------------------------------------------------------- | ----------------------------------------------------------------- | --------------------------------- | ---------- |
| 1993年 | ヤング・アーティスト・アワード                                       | 新テレビシリーズの若手最優秀女優                                  | Swans Crossing                    | ノミネート |
| 1993年 | ヤング・アーティスト・アワード                                       | オフ・プライムタイムシリーズの若手最優秀女優                      | Swans Crossing                    | ノミネート |
| 1994年 | デイタイム・エミー賞                                                 | ドラマシリーズの若手優秀女優                                      | オール・マイ・チルドレン          | ノミネート |
| 1994年 | ヤング・アーティスト・アワード                                       | ソープ・オペラの若手優秀女優                                      | オール・マイ・チルドレン          | ノミネート |
| 1995年 | デイタイム・エミー賞                                                 | ドラマシリーズの若手優秀女優                                      | オール・マイ・チルドレン          | 受賞       |
| 1995年 | ヤング・アーティスト・アワード                                       | 昼間シリーズの若手女優による最優秀演技                            | オール・マイ・チルドレン          | ノミネート |
| 1998年 | ブロックバスター・エンターテインメント・アワード                     | 好きな助演女優 - ホラー                                           | ラストサマー                      | 受賞       |
| 1998年 | MTVムービー・アワード                                                | 最優秀ブレイクスルー演技                                          | ラストサマー                      | ノミネート |
| 1998年 | サターン賞                                                           | 最優秀テレビ女優                                                  | バフィー ～恋する十字架～         | ノミネート |
| 1999年 | サターン賞                                                           | 最優秀テレビ女優                                                  | バフィー ～恋する十字架～         | 受賞       |
| 1999年 | Viewers for Quality テレビジョン・アワード                           | 優良ドラマシリーズの最優秀女優                                    | バフィー ～恋する十字架～         | ノミネート |
| 1999年 | キッズ・チョイス・アワード                                           | 好きなテレビ女優                                                  | バフィー ～恋する十字架～         | ノミネート |
| 1999年 | ヤング・アーティスト・アワード                                       | コメディまたはドラマシリーズの最優秀演技 - 若手主演女優           | バフィー ～恋する十字架～         | ノミネート |
| 1999年 | サターン賞                                                           | 最優秀テレビ女優                                                  | バフィー ～恋する十字架～         | ノミネート |
| 1999年 | ティーン・チョイス・アワード                                         | チョイス・テレビ女優 - ドラマ                                     | バフィー ～恋する十字架～         | 受賞       |
| 1999年 | ティーン・チョイス・アワード                                         | チョイス映画 Sleazebag                                            | クルーエル・インテンションズ      | 受賞       |
| 2000年 | Csapnivalo アワード                                                  | 主演女優                                                          | クルーエル・インテンションズ      | ノミネート |
| 2000年 | キッズ・チョイス・アワード                                           | 好きなテレビの友人 (デヴィッド・ボレアナズと共同ノミネート)       | バフィー ～恋する十字架～         | ノミネート |
| 2000年 | MTVムービー・アワード                                                | ベスト・キス (セルマ・ブレアと共同受賞)                           | クルーエル・インテンションズ      | 受賞       |
| 2000年 | MTVムービー・アワード                                                | 最優秀演技 - 女性                                                 | クルーエル・インテンションズ      | 受賞       |
| 2000年 | MTVムービー・アワード                                                | 最優秀悪役                                                        | クルーエル・インテンションズ      | ノミネート |
| 2000年 | サターン賞                                                           | 最優秀テレビ女優                                                  | バフィー ～恋する十字架～         | ノミネート |
| 2000年 | ティーン・チョイス・アワード                                         | チョイス・テレビ女優 - ドラマ                                     | バフィー ～恋する十字架～         | 受賞       |
| 2001年 | ゴールデングローブ賞                                                 | テレビシリーズの女優による最優秀演技 - ドラマ                     | バフィー ～恋する十字架～         | ノミネート |
| 2001年 | キッズ・チョイス・アワード                                           | 好きなテレビ女優                                                  | バフィー ～恋する十字架～         | ノミネート |
| 2001年 | サターン賞                                                           | 最優秀テレビ女優                                                  | バフィー ～恋する十字架～         | ノミネート |
| 2001年 | ティーン・チョイス・アワード                                         | チョイス・テレビ女優 - ドラマ                                     | バフィー ～恋する十字架～         | ノミネート |
| 2001年 | ティーン・チョイス・アワード                                         | 功労賞                                                            |                                   | 受賞       |
| 2001年 | テレビ批評家協会賞                                                   | ドラマの特筆すべき功績                                            | バフィー ～恋する十字架～         | ノミネート |
| 2002年 | キッズ・チョイス・アワード                                           | すきな女性バット・キッカー                                        | バフィー ～恋する十字架～         | 受賞       |
| 2002年 | SFXアワード                                                          | 最優秀テレビ女優                                                  | バフィー ～恋する十字架～         | 受賞       |
| 2002年 | ヤング・ハリウッド・アワード                                         | 最もホットな格好の良い若きベテラン - 女性                         |                                   | 受賞       |
| 2002年 | サターン賞                                                           | 最優秀テレビ女優                                                  | バフィー ～恋する十字架～         | ノミネート |
| 2002年 | ティーン・チョイス・アワード                                         | チョイス・テレビ女優 - ドラマ                                     | バフィー ～恋する十字架～         | 受賞       |
| 2002年 | ティーン・チョイス・アワード                                         | チョイス映画女優 - コメディ                                       | スクービー・ドゥー                | 受賞       |
| 2002年 | ティーン・チョイス・アワード                                         | チョイス映画の相性 (フレディ・プリンゼ・ジュニアと共同ノミネート) | スクービー・ドゥー                | ノミネート |
| 2003年 | サテライト賞                                                         | 最優秀女優 - ドラマ・テレビシリーズ                               | バフィー ～恋する十字架～         | ノミネート |
| 2003年 | キッズ・チョイス・アワード                                           | 好きな女性バット・キッカー                                        | バフィー ～恋する十字架～         | ノミネート |
| 2003年 | サターン賞                                                           | 最優秀テレビ女優                                                  | バフィー ～恋する十字架～         | ノミネート |
| 2003年 | ティーン・チョイス・アワード                                         | チョイス・テレビ女優 - ドラマ                                     | バフィー ～恋する十字架～         | 受賞       |
| 2004年 | SFXアワード                                                          | 最優秀テレビ女優                                                  | バフィー ～恋する十字架～         | 受賞       |
| 2004年 | サターン賞                                                           | 最優秀テレビ女優                                                  | バフィー ～恋する十字架～         | ノミネート |
| 2005年 | MTVムービー・アワード                                                | 最優秀怯えた演技                                                  | THE JUON/呪怨                     | ノミネート |
| 2005年 | ティーン・チョイス・アワード                                         | チョイス映画女優 - スリラー                                       | THE JUON/呪怨                     | ノミネート |
| 2011年 | エンターテインメント・ウィークリー Entertainers of the Year アワード | 好きなテレビ女優                                                  | リンガー 〜2つの顔〜              | ノミネート |
| 2011年 | ヴァージン・メディアTVアワード (UK)                                  | 最優秀女優                                                        | リンガー 〜2つの顔〜              | ノミネート |
| 2012年 | ティーン・チョイス・アワード                                         | チョイス・テレビ女優 - ドラマ                                     | リンガー 〜2つの顔〜              | ノミネート |
| 2012年 | Zap2it アワード                                                      | 一つの番組で二つのキャラクター演技で最高の俳優                    | リンガー 〜2つの顔〜              | ノミネート |
| 2012年 | E! ゴールデン・リモート・アワード                                    | あなたが最も逃したスター                                          | リンガー 〜2つの顔〜              | 受賞       |
| 2014年 | ピープルズ・チョイス・アワード                                       | 新テレビシリーズの好きな女優                                      | クレイジーワン ぶっ飛び広告代理店 | 受賞       |